# Mauao

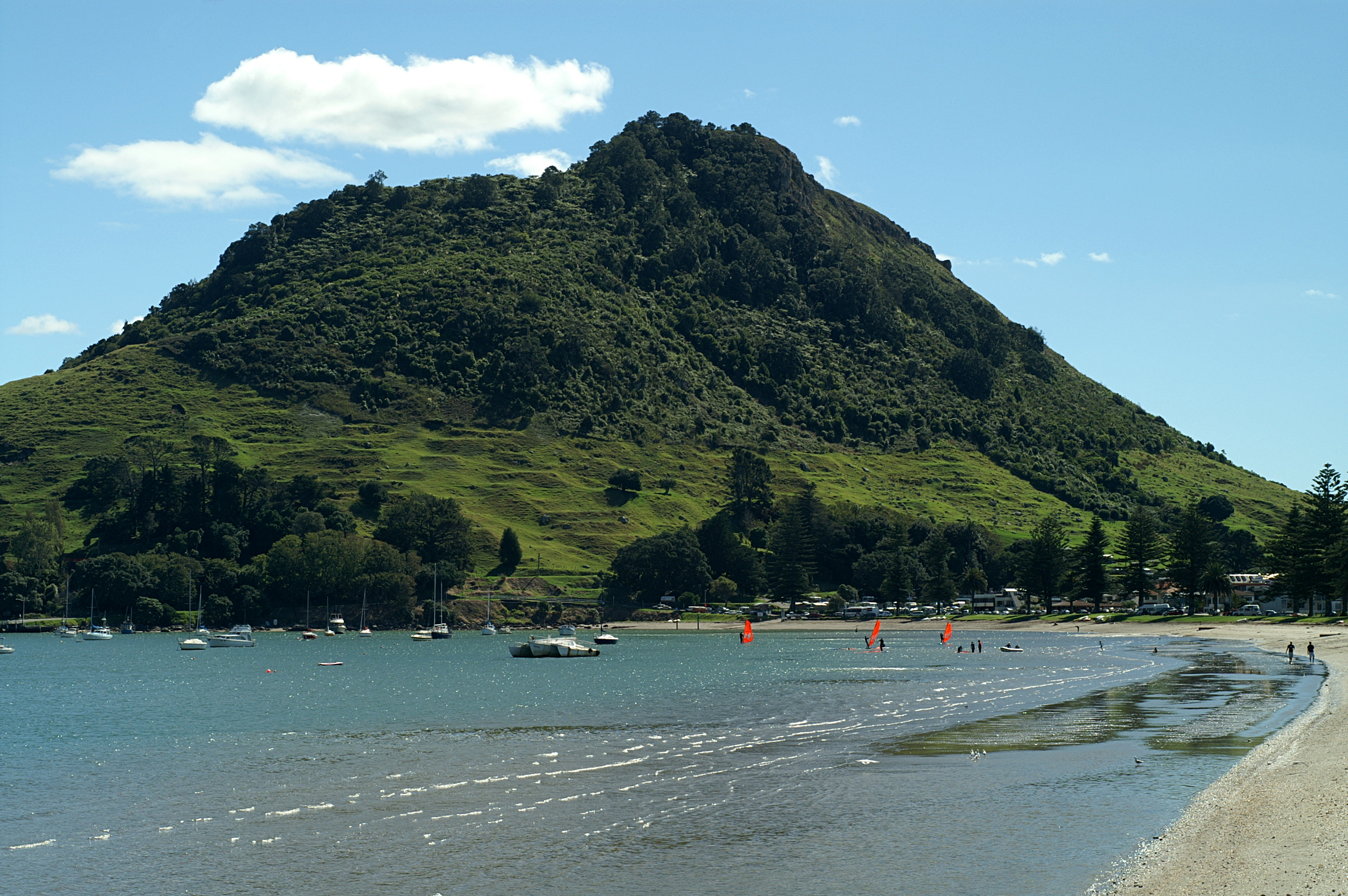
Mount Maunganui, heute Mauao genannt.

Der Mauao, auch Mount Maunganui oder von den Einheimischen auch The Mount genannt, ist der Überrest eines etwa 4,3 Millionen Jahre alten Vulkankegels auf der Nordinsel von Neuseeland, direkt in der Bay of Plenty gelegen. 

## Geografie
Der 231 m hohe Berg liegt am westlichen Ende der Halbinsel, auf der sich namensgleich Mount Maunganui, ein Vorort von Tauranga, befindet. Mit der gegenüberliegenden Insel Matakana Island bildet der Berg den östlichen Eingang zum Tauranga Harbour, einem durch die Matakana Island vom Südpazifischen Ozean abgetrennten Flachwassergebiet. Gleichzeitig stellt die Meerenge aber auch den Zugang zum Hafen von Tauranga und zu seinen dahinter liegenden seichten Buchten dar.

## Geologie
Der Berg besteht aus Resten eines großen Lavadoms, der vor etwa 4,3 Millionen Jahren durch zähflüssig aufwölbende rhyolithische Lava gebildet wurde. Der Lavakern ist heute beträchtlich verwittert. Nachweise lassen sich aber noch am nördlichen Ufer finden. Pyroklastische Tephra-Ablagerungen haben vor ungefähr 65.000 Jahren die unteren Bereiche des Berges geformt. Die Ascheablagerungen stammen aus Vulkanausbrüchen aus den Gebieten des Ōkataina Volcanic Centre, des Taupō, des Maroa und des Tuhua. Der Berg, der ursprünglich eine Insel war, wurde durch Sandablagerungen und Bildung von Dünen vor ungefähr 6.000 Jahren über die Halbinsel mit dem Festland verbunden. Die Ascheablagerungen auf der Halbinsel, die von dem Vulkanausbruch des Mount Tarawera im Jahre 1314 stammen, zeigen, dass die Halbinsel in ihrer jetzigen Form schon gebildet war, als die Polynesier die Gegend erreichten.

## Geschichte
Es gab vier signifikante Ereignisse für den Berg Mauao als Siedlungsgebiet und für die Region: 
- die erste menschliche Besiedlung der Region im 13. Jahrhundert,
- die Vertreibung der Ngamarama,
- der Krieg der Kokowai (zwischen 1625 und 1750), und
- der Einfall der Ngāpuhi in die Region Bay of Plenty in dem frühen 19. Jahrhundert.

Erste archäologische Untersuchungen wurden bereits 1838 am Berg vorgenommen und belegten die Existenz eines gut befestigten Pā (Dorf) auf dem Plateau des Berges, welches aber eingenommen und als Dorfanlage zerstört wurde. Das Dorf bekam den Namen Ranginui’s Pā. In den späten 1960er wurde von Archäologen ein weiter westlich liegendes Dorf gefunden und untersucht, welches Kinonui’s Pā genannt wurde. Als letztes Dorf und in seiner Dimension weitaus größer, wurde das sogenannte Maunganui Pā gefunden, welches mit rund 100 Acres das Gipfelplateau und die gesamte südliche Hälfte des Berges bis hin zu den beiden östlich liegenden Stränden abdeckte. Das Dorf muss für Māori-Verhältnisse gut befestigt und gut zu verteidigen gewesen sein.
Weiterhin wurden rund 100 rechteckige Gruben gefunden, in denen die Dorfbewohner ihre Lebensmittel- und Erntevorräte gelagert hatten. Die zahlreichen Abfallgruben, in denen man Muscheln, Knochenreste, Steine und Reste von Holzkohle nachweisen konnte, wurden Aufzeichnungen von Missionaren aus den 1830ern folgend, bereits von den ersten europäischen Siedlern ausgehoben und die Muscheln zum Kalkbrennen verwendet.
Infolge des Krieges um Gate Pā im Jahre 1863 wurde der Berg den Māori weggenommen und dem Staat als Eigentum übergeben.

## Heutige Nutzung

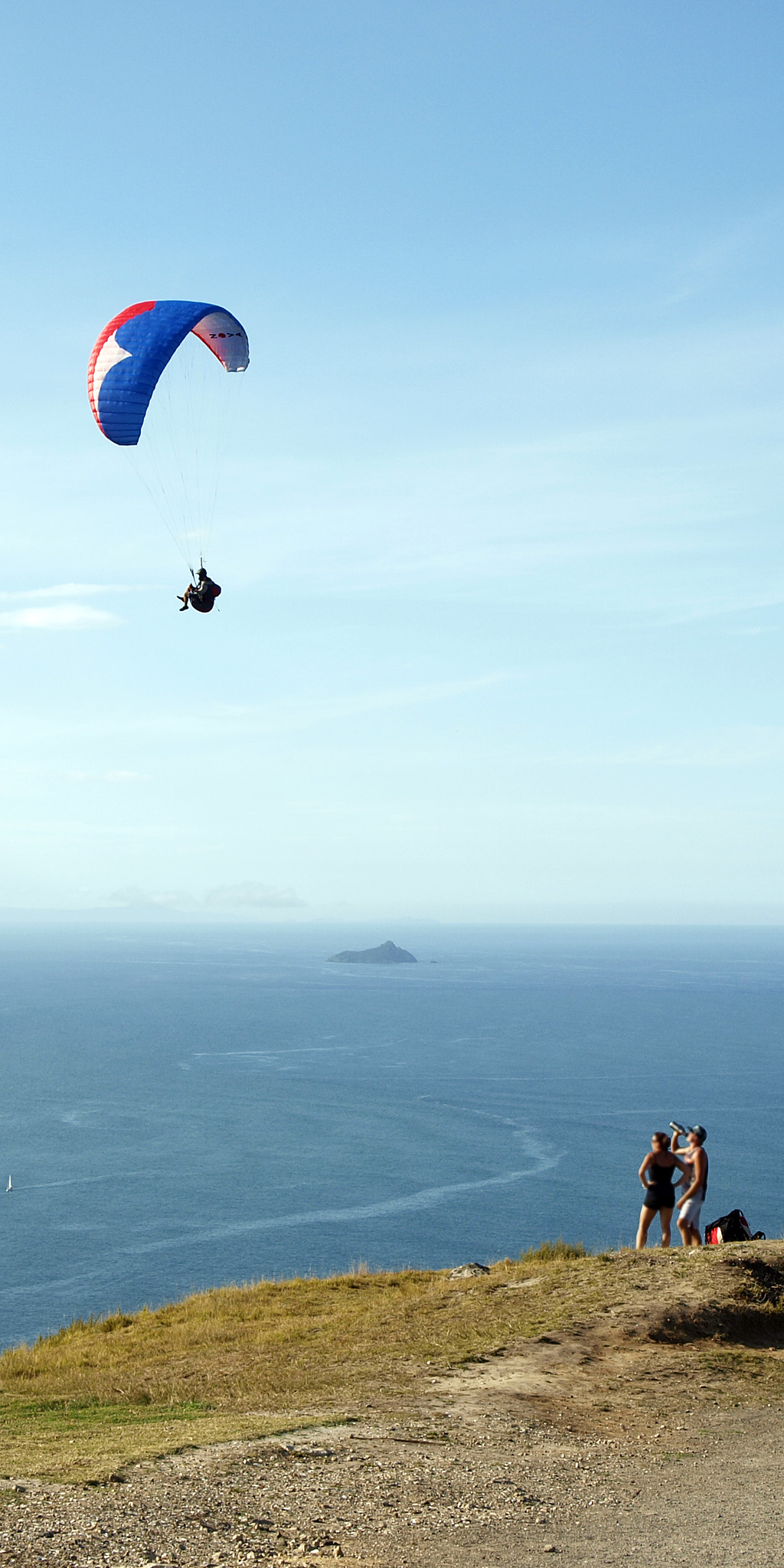
Gleitschirmflieger am Mauao

Der Mauao wird als wichtiges Tapu der in der Gegend ansässigen Stämme (Iwi) der Māori angesehen, in deren Mythologie er eine bedeutende Rolle spielt.
Im Zuge der Landrückgabe an die Māori wurde am 14. Mai 2008 vom neuseeländischen Parlament beschlossen, die Eigentumsrechte an dem Berg zurück an die Iwi Ngāti Te Rangi, Ngāti Ranginui und Ngāti Pukenga zu geben.
Obwohl der obere Teil des Berges als Mauao Historic Reserve geschützt ist, besteht die Gefahr, dass durch die intensive Nutzung von Erholungsuchenden und Sportbegeisterten die Zerstörung an Natur und Oberflächenstruktur weiter voranschreitet. In den letzten Jahren gab es mehrere Brände auf dem Berg, denen man mit Aufforstungsprogrammen und deutlichen Hinweisschildern zu begegnen versucht.
Es gibt verschiedene Rundwege und Zugänge zu dem Gipfelplateau, welche von Wanderern und Joggern vor allem in den späten Nachmittagsstunden intensiv genutzt werden. Die guten Aufwinde an der Nordflanke des Berges werden zudem gerne von Gleitschirmfliegern genutzt.
Die am Fuße des Berges zur Halbinsel hin vorhandene heiße Salzwasserquelle gibt es erst seit den 1950er Jahren. Auf der Suche nach Süßwasser, um die Trinkwasserversorgung der stark wachsenden Gemeinde um Mount Maunganui herum zu verbessern, stieß man bei Bohrungen durch Zufall auf die 46 °C heiße Quelle. Eine Poolanlage bietet heute die Möglichkeit, diese Quelle zu nutzen.